# Woodland Park (New Jersey)
Woodland Park (già West Paterson fino al 2008) è un comune (borough) degli Stati Uniti d'America, situato nello stato del New Jersey, nella contea di Passaic.